# Perla Wahnón Benarroch
Perla Wahnón Benarroch (Melilla, 1949) es una investigadora española. Es catedrática de Química Física de la Universidad Politécnica de Madrid.

## Biografía y trayectoria
Realizó sus estudios de Ciencias Químicas en la Universidad Hebrea de Jerusalén, donde se licenció en la Sección de Química Cuántica en 1974. Posteriormente obtuvo el grado de Doctora en Ciencias en la Universidad Autónoma de Madrid en 1977 y ese mismo año se trasladó a Orsay, donde completó estudios posdoctorales en la Universidad de París-Sur hasta 1978. 
Comenzó a dar clases a finales de los años 70, primero en la Facultad de Ciencias de la Universidad Autónoma de Madrid y después en la Universidad Politécnica de Madrid (UPM), en la Escuela Técnica Superior de Ingenieros de Montes y desde 1983 en la Escuela Técnica Superior de Telecomunicaciones donde fue subdirectora de Investigación, de Doctorado y de Posgrado entre 1994 y 1998.
En 1997 se puso al frente del Grupo de Investigación de Cálculos Cuánticos en el Instituto de Energía Solar de la UPM trabajando en el diseño y caracterización cuántica de nuevos materiales electrónicos para células solares fotovoltaicas de alta eficiencia. Los resultados de su trabajo teórico y las evidencias experimentales sobre varios materiales propuestos se publicaron en las revistas Physical Review Letters y Chemical Materials,  y recibieron una gran difusión a nivel mundial en distintos sistemas de alertas tecnológicas y revistas como New Scientist.
Wahnón investiga el uso de un mineral conocido como perovskita para mejorar la eficiencia de las células solares. Propuso y patentó cinco nuevos materiales semiconductores sustituidos con metales de transición que presentan muy altas absorciones de fotones en el espectro de la luz solar, según la UPM.
Entre sus actividades científicas se incluyen numerosas colaboraciones con diferentes centros de investigación extranjeros como la Universidad de París, Universidad de Jerusalén y la Universidad de Daresbury entre otras, realizando estancias como profesora investigadora. Al mismo tiempo participa como evaluadora científica a nivel nacional e internacional en países de Europa y América Latina.
En 2009 fue nombrada Catedrática de Universidad de Química Física en la E.T.S.I. Telecomunicación de la UPM de Madrid.
En su trayectoria académica se combinan la docencia y la investigación. Dirigió y creó varios grupos de investigación formando al alumnado postgraduado en investigación. Asimismo consiguió subvenciones de organismos nacionales y europeos para realizar cerca de una treintena de proyectos de investigación en el área de física atómica, dinámica molecular y estructuras de materiales, que son sus campos de investigación. También dirigió numerosas tesis doctorales y proyectos de fin de carrera.
Wahnón formó parte de diferentes comités como el de Física Molecular de la Sociedad Europea de Física (1998-2001), fue vocal de la Junta de Gobierno de la Real Sociedad Española de Física entre otras.
Se convirtió en la primera mujer presidenta de la Confederación de Sociedades de Científicas de España en 2019, después de 17 años de existencia de esta entidad que agrupa a 40.000 profesionales científicos. Entre sus principales objetivos está "contribuir al desarrollo científico y tecnológico de nuestro país; y ser un interlocutor cualificado ante la sociedad civil y los poderes públicos representativos en asuntos que afecten a la ciencia. Se trata de promover el papel de la ciencia y contribuir a su difusión como un ingrediente necesario e imprescindible de la cultura". Respecto a la presencia de las mujeres en las carreras y profesiones relacionadas con la ciencia y lo tecnológico (STEM), considera que "hay que enfrentarse al problema desde la educación primaria, con una adecuada formación científica y proyectos que ayuden al profesorado a acercar la ciencia a esos niveles".
Sus publicaciones superan el centenar y están incluidas en reconocidas revistas científicas internacionales.

## Premios y reconocimientos
- 2009 Placa al Mérito Social de la Ciudad Autónoma de Melilla por su labor investigadora y divulgación de la Ciencia
- 2018 Premio de Investigación de la Universidad Politécnica de Madrid.[7]